# Nederlandse kampioenschappen schaatsen afstanden 1988 - 1500 meter vrouwen
De Nederlandse kampioenschappen schaatsen afstanden 1988 - 1500 meter vrouwen worden gehouden in Thialf, Heerenveen, in januari 1988. 
Titelverdedigster is Yvonne van Gennip die de titel pakte tijdens de Nederlandse kampioenschappen schaatsen afstanden 1987. Zij prolongeerde haar titel.

## Uitslag
| #      | Schaatser               | Tijd    |
| ------ | ----------------------- | ------- |
| Goud   | Yvonne van Gennip       | 2.05,23 |
| Zilver | Marieke Stam            | 2.07,79 |
| Brons  | Grietje Mulder          | 2.09,26 |
| 4      | Anja Bollaart           | 2.09,31 |
| 5      | Ingrid Paul             | 2.09,53 |
| 6      | Marga Preuter           | 2.09,84 |
| 7      | Sandra Voetelink        | 2.10,27 |
| 8      | Ria Visser              | 2.10,36 |
| 9      | Herma Meijer            | 2.11,45 |
| 10     | Mariska Hekkers         | 2.11,61 |
| 11     | Boukje Keulen           | 2.11,71 |
| 12     | Babs Bijlsma            | 2.11,76 |
| 13     | Jacqueline van Straaten | 2.12,16 |
| 14     | Petra Moolhuizen        | 2.12,25 |
| 15     | Erna Uitham             | 2.12,35 |
| 16     | Sandra Zwolle           | 2.12,68 |
| 17     | Henriët van der Meer    | 2.12,76 |
| 18     | Petra Grimbergen        | 2.14,70 |

1987 · 
1988 · 
1989 · 
1990 · 
1991 · 
1992 · 
1993 · 
1994 · 
1995 · 
1996 · 
1997 · 
1998 · 
1999 · 
2000 · 
2001 · 
2002 · 
2003 · 
2004 · 
2005 · 
2006 · 
2007 · 
2008 · 
2009 · 
2010 · 
2011 · 
2012 · 
2013 · 
2014 · 
2015 · 
2016 · 
2017 · 
2018 · 
2019 · 
2020 · 
2021 · 
2022 · 
2023 · 
2024 · 
2025